# Isola Bear
L'isola Bear o isola del Tenente González è un'isola rocciosa situata un miglio ad ovest dell'isola Stonington nella baia Margherita, di fronte alla costa della Terra di Graham. L'isola Bear si trova alle coordinate geografiche 68°10′48″S 67°03′36″W. L'isola fu presumibilmente scoperta dalla spedizione britannica nella Terra di Graham (1934-1937) e da una spedizione del Programma Antartico degli Stati Uniti d'America (1939-1941), entrambe aventi il campo base nell'area dell'isola Stonington. L'isola dell'Orso è stata esaminata nel 1947 dal British Antarctic Survey, che la battezzò così in onore della USS Bear, la nave ammiraglia del Programma Antartico statunitense che visitò quest'area nel 1940. In seguito il nome è stato italianizzato in isola dell'Orso. Nel 1947 una spedizione cilena identificò un'isola, le cui coordinate coincidono approssimativamente con quelle dell'Isola Bear, e la chiamò isola del Tenente González in onore del tenente Jorge González Baeza, che era un membro della spedizione. "L'isola della paura" è un thriller del 1979 con protagonista l'attore Donald Sutherland. Il film e' ambientato proprio sull'isola dell'Orso, dove una spedizione scientifica vive in una base che si immagina fosse stata abitata dai nazisti, durante la 2' guerra mondiale.

## Rivendicazioni
L'isola è reclamata dall'Argentina, che la include nell'Antartide argentina, che fa parte della Provincia di Terra del Fuoco, Antartide e Isole dell'Atlantico del Sud; il Cile invece la rivendica come appartenente al Territorio antartico cileno; mentre il Regno Unito ritiene che faccia parte del Territorio antartico britannico. Tutte le rivendicazioni sono state sospese in virtù del Trattato Antartico.